# Galeries Lafayette

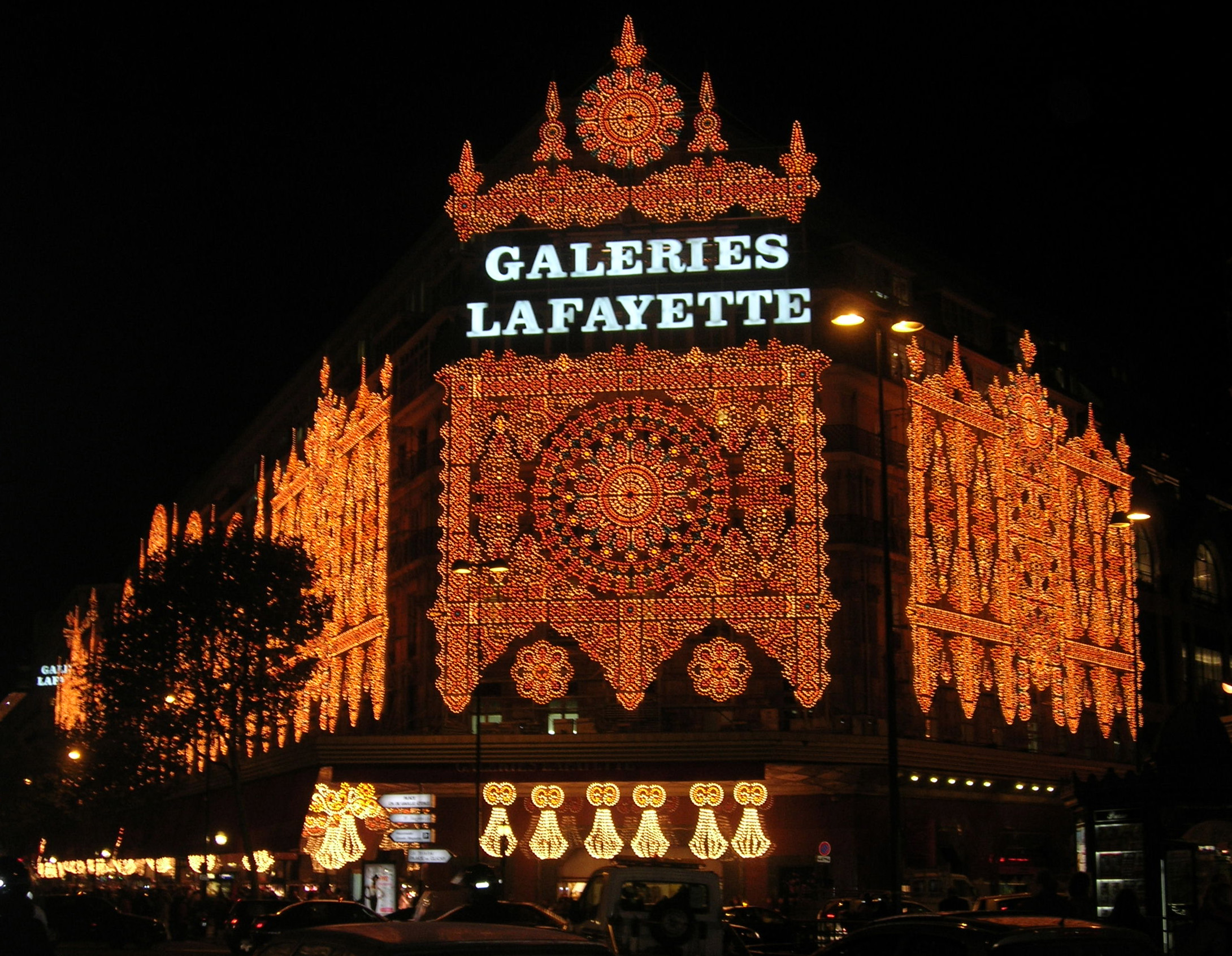
Illuminazioni natalizie alle Galeries Lafayette Haussmann, sede del gruppo

Galeries Lafayette è un gruppo francese specializzato nella grande distribuzione di prodotti non alimentari e presente in tre aree di mercato:
- i grandi magazzini, con i marchi Galeries Lafayette/Nouvelles Galeries e BHV;
- i supermercati cittadini, con Monoprix;
- la finanza, con Laser e Cofinoga.

## Storia
L'azienda nacque nel 1893 a opera di Théophile Bader ed Alphonse Kahn, che aprirono a Parigi una merceria chiamata "Aux Galeries Lafayette". Qui crearono i loro primi laboratori di confezione di moda, vendendo i loro prodotti. L'inaugurazione del magazzino di Boulevard Haussmann avvenne nel 1912. Risale invece al 1932 l'apertura del primo punto vendita di Monoprix a Rouen.
Il Gruppo acquistò nel 1971 Inno France, nel 1983 i magazzini Dames-de-France e nel 1991 le Nouvelles Galeries, create nel 1867, oltre al BHV, nato nel 1856, a Uniprix e Cofinoga. Nel 1994 fu creata Laser, società di servizi finanziari. Nel 1997 furono acquistati i magazzini Prisunic e nel 2001 i punti vendita francesi della britannica Marks & Spencer. Da una decina d'anni, il gruppo ha proceduto a numerose ristrutturazioni della sua rete di magazzini, in particolare fuori dell'Île-de-France sulle insegne Nouvelles Galeries e BHV, chiudendo i magazzini meno redditizi.
enerdì 28 settembre 2007, le Galeries Lafayette hanno inaugurato il più spazioso dei loro magazzini dopo Parigi, nel centro di Lilla.

## Capitale
Fino al 2005, il controllo del Gruppo Galeries Lafayette era esercitato di concerto dalle famiglie Moulin e Meyer, azionisti fondatori. A maggio, la famiglia Meyer si è ritirata dal capitale del gruppo e BNP Paribas, partner storico dell'impresa, si è presentato come acquirente dei suoi titoli.
La struttura di governo del Gruppo è composta da un direttorio e da un consiglio di sorveglianza. Attualmente Ginette Moulin è la presidente del consiglio di sorveglianza e Philippe Houzé è il presidente del direttorio.
Il gruppo detiene con una ripartizione a 50-50 Monoprix assieme al Casino e 50-50 di Laser assieme a Cetelem - gruppo BNP Paribas.

## Negozi principali
- Galeries Lafayette Haussmann
- Galeries Lafayette Montparnasse
- Galeries Lafayette Berlin

## Marchi
- Galeries Lafayette
- BHV
- Monoprix
- Marks & Spencer
- Laser

## Cifre
- Cifra d'affari lorda: 4.943 milioni di euro*
- Ricavi: 226,4 milioni di euro*
- Effettivi : 39.512 dipendenti
- Negozi: 465

*: 50% Monoprix, 100% Laser T1,T2,T3 e 51,84% T4